# Xã Peru, Quận Dubuque, Iowa
Xã Peru (tiếng Anh: Peru Township) là một xã thuộc quận Dubuque, tiểu bang Iowa, Hoa Kỳ. Năm 2010, dân số của xã này là 1.575 người.